# Krwotoczna choroba zwierzyny płowej
Krwotoczna choroba zwierzyny płowej – zakaźna, lecz niezaraźliwa wirusowa choroba owiec oraz innych przeżuwaczy, przenoszona przez stawonogi. Chorują głównie jelenie wirginijskie (Odocoileus virginianus), owce, kozy, bydło, ale objawy kliniczne choroby opisano tylko u jeleni. Od 2004 roku jest to choroba zwalczana z urzędu w Polsce.

## Etiologia
Czynnikiem chorobotwórczym jest wirus oznaczany skrótem EHDV (Epizootic haemorrhagic disease of deer virus). Wirus ten należy do rodziny Reoviridae i rodzaju Orbivirus i jest pokrewny do wirusa wywołującego chorobę niebieskiego języka. Obecnie znane jest 10 serotypów wirusa.

## Obraz kliniczny
Obraz kliniczny zależy od postaci jaką przybiera choroba. U jeleni możemy wyróżnić następujące postacie EHD:
- nadostra
- ostra
- chroniczna.

Podczas przebiegu choroby można stwierdzić: wysoką gorączkę, duszności, krwawe wycieki
z nosa, silne zaczerwienienie błony śluzowej policzków i jamy nosowej. Dodatkowo mogą wystąpić obrzęki szyi i głowy. Stwierdza się również biegunki oraz domieszkę krwi w kale.

## Zmiany anatomopatologiczne
Zmiany anatomopatologiczne występujące po śmierci w chorobie niebieskiego języka i krwotocznej chorobie zwierzyny płowej są do siebie bardzo podobne i na tej podstawie nie można odróżnić obydwu jednostek chorobowych.